# ケルビン・バンクス・ジュニア
ケルビン・バンクス・ジュニア（Kelvin Banks Jr., 2004年3月10日 - ）は、アメリカ合衆国テキサス州ハンブル出身のプロアメリカンフットボール選手。NFLのニューオーリンズ・セインツに所属している。ポジションはオフェンシブタックル。

## 経歴

### ハイスクール
高校時代は主要サイトから5つ星評価を受け、オレゴン大学へ進学予定だったが、同大学ヘッドコーチのマリオ・クリストバルが辞任したため撤回し、テキサス大学へ進学した。

### カレッジ
1年目の2022年シーズンから先発を務めた。
2023年シーズンはオールBig 12ファーストチームに選出された。
2024年シーズンはオールSECファーストチームに選出され、SECで最も優れたブロッカーに贈られるジェイコブス・ブロッキング賞、カレッジで最も優れたラインマンに贈られるロンバルディ賞などを受賞した。シーズン終了後、2025年のNFLドラフトにアーリーエントリーした。

### ニューオーリンズ・セインツ
| 6 ft 5+1⁄8 in (196 cm)      | 315 lb (143 kg) | 33+1⁄2 in (85 cm) | 10+3⁄8 in (26 cm) | 5.16 s | 1.79 s | 3.00 s | 4.66 s | 7.81 s | 32.0 in (81 cm) | 8 ft 8 in (2.64 m) |
| All values from NFL Combine |                 |                   |                   |        |        |        |        |        |                 |                    |

Banks was selected 9th overall (1st round) in the 2025 NFL draft by the New Orleans Saints.
2025年のNFLドラフトにて全体9位でニューオーリンズ・セインツから指名された。